# Typegoedkeuring
Een type(goed)keuring, typeonderzoek of homologatie is een procedure waarbij een overheid na controle bevestigt dat een bepaald producttype voldoet aan de reglementaire voorschriften. Daarbij wordt vooral gekeken naar veiligheid en milieu. Het beantwoorden van individuele producten aan het goedgekeurde type wordt gewaarborgd via een andere procedure (bv. conformiteitsattest).

## Situering
De overheid ziet erop toe dat producten die op de markt worden gebracht veilig zijn en niet schadelijk voor de volksgezondheid of het milieu. Daartoe zijn productnormen uitgevaardigd waarvan de naleving moet worden verzekerd. Naargelang de aard van het product zal deze conformiteitsbeoordeling meer of minder dwingend zijn.
Bij zelfcertificering is het de fabrikant die verklaart dat zijn product in overeenstemming is met de voorschriften. Dit systeem wordt gebruikt in het kader van CE-markering om producten te mogen invoeren, verkopen en gebruiken binnen de Europese Economische Ruimte. Op de route naar zelfcertificering is soms een beoordeling door een aangemelde instantie vereist. Deze tussenkomst kan verschillende vormen aannemen, waaronder een beoordeling van een type-ontwerp of een type-product. In dit laatste geval spreekt men van een typeonderzoek. Het is een vaak gebruikt instrument, gebaseerd op het feit dat seriefabricage toelaat om producten van een homogene kwaliteit af te leveren. 

## Verloop
De te volgen procedure verschilt naargelang het product in kwestie. Meestal wordt vereist dat een of meerdere toestellen die representatief zijn voor de beoogde productie ter keuring worden voorgelegd. De erkende instantie onderzoekt het toestel en de documentatie. Als het voldoet aan de normen, bevestigt de instantie dit in een certificaat. Dit kan voorwaarden stellen en waar nodig worden ingetrokken. Bij wijzigingen in het goedgekeurde type, moet een aanvullend onderzoek worden doorlopen.

## Europese typegoedkeuringen (selectie)
Algemene aanpakIn de jaren 80 lanceerde de Europese Gemeenschap een Nieuwe Aanpak om het vrij verkeer van goederen op de interne markt te stimuleren. Als onderdeel daarvan werd gestreefd naar een harmonisering van de productnormen en een wederzijdse erkenning van typekeuringen.
Deze aanpak is in 2008 gemoderniseerd. Een driedelig wettenpakket biedt een coherente blauwdruk, waarin het typeonderzoek "module B" wordt genoemd. Bij herziening van oude wetgeving zal deze in lijn worden gebracht met het nieuwe model.
WegvoertuigenVoor motorvoertuigen en aanhangwagens is er een Europese kaderrichtlijn die de typegoedkeuring regelt. Ze voorziet in Europese en nationale typegoedkeuringen. Erkende fabrikanten die over een certificaat eerste beoordeling of een certificaat overeenkomst van productie beschikken, genieten een lichtere procedure. Per lidstaat is er een autoriteit aangeduid die toezicht houdt. De eigenlijke proeven kunnen worden uitgevoerd door erkende technische diensten.
De EU-regeling past binnen het ruimere kader dat is vastgesteld door de Europese economische commissie van de Verenigde Naties (Overeenkomst van 1958). De wederzijdse erkenning van typegoedkeuringen geldt daardoor tot ver buiten de Europese grenzen.
Twee-, drie- en vierwielersVoor kleinere voertuigen bestaat een aangepaste regeling.
LandbouwvoertuigenTractoren en andere landbouwvoertuigen worden in de EU getypekeurd volgens richtlijn 2003/37/EG.
SpoorvoertuigenHet Spoorwegbureau van de Europese Unie houdt een register van goedgekeurde typen spoorvoertuigen. Het verlenen van typegoedkeuringen gebeurt door de lidstaten zelf binnen het kader van de Richtlijn Interoperabiliteit.
LuchtvaartHet verlenen van typecertificaten voor de burgerluchtvaart gebeurt in de EU door het Europees Agentschap voor de veiligheid van de luchtvaart en in de VS door de Federal Aviation Administration.
ScheepvaartEr bestaan afzonderlijke procedures voor binnenschepen, pleziervaartuigen en zeeschepen.
GastoestellenAlle gastoestellen die in de EU op de markt worden gebracht, moeten voldoen aan een reeks minimumnormen. De controle daarop gebeurt door erkende keuringsinstanties, die een EG-type-onderzoekcertificaat afleveren.